# Český fond půdy
Český fond půdy je největší český investiční fond se zaměřením na zemědělskou půdu a jeden z největších majitelů půdy v ČR. Jde o samostatný otevřený podílový fond kvalifikovaných investorů v rámci samosprávné akciové společnosti s variabilním kapitálem Český fond SICAV Plc.
Aktuální (31.10.2019) čisté obchodní jmění fondu činí více než 1,7 mld. Kč a výměra půdy ve vlastnictví fondu dosahuje cca 5 600 Ha. Fond se zaměřuje na dlouhodobé vlastnictví půdy, investor investuje na minimálně 6 let. Je možno do něj investovat minimálně 75 tis. Eur, jelikož jde o fond kvalifikovaných investorů. Podle stránek fondu, většinu investorů tvoří fyzické osoby, 2 penzijní fondy, nadace a menší církevní organizace.

## Historie
Český fond půdy spoluzakládali Petr Hanák, Petr Blažek, Martin Burda a Marek Smýkal v roce 2014. Petr Hanák investoval do půdy již mnohem dříve. Fondu se od svého založení daří zhodnocovat cenu svých akcií v průměru o 9,8% ročně (k 31.10.2019).